# Urartski jezik
Urartski jezik (ISO 639-3: xur; također nazivan i vanski, u starijoj literaruri turanski, kaldejski) je uvriježen naziv za jezik koji se govorio na području drevne kraljevine Urartu oko jezera Van u danjašnoj Turskoj.
Prvi put je zabilježen u 9. stoljeću pr. Kr., a smanjuje se nakon pada države Urartu 585 pr. Kr. Nakon 500. pr. Kr. govorio ga je samo uzak krug ljudi.

## Vanjske poveznice
- Lengua Urartiana
- Trenutačno izdanje Ethnolguea: kôd xur